# با من برقص (ترانه سلنا گومز و رئو الهاندرو)
«با من برقص» (به اسپانیایی: Baila Conmigo) ترانه‌ای از خواننده آمریکایی سلنا گومز و خوانندۀ پورتوریکویی رئو الهاندرو است. این ترانه در ۲۹ ژانویه ۲۰۲۱ توسط اینترسکوپ رکوردز به عنوان دومین تک‌آهنگ از آلبوم چندآهنگه افشاگری گومز منتشر شد. این دومین تک‌آهنگ اسپانیایی‌زبان گومز است؛ نخستین تک‌آهنگ با عنوان «یک‌بار» دو هفته قبل از این ترانه منتشر شد.